# Arturo Ripstein
Arturo Ripstein (ur. 13 grudnia 1943 w mieście Meksyk) – meksykański reżyser, scenarzysta i producent filmowy. Uważany za najwybitniejszego reżysera kina meksykańskiego XX w. Jego twórczość charakteryzuje się skłonnością do makabry i groteski, powolnym tempem narracyjnym, a tematyka związana jest najczęściej z dojmującą egzystencjalną samotnością jego bohaterów, wywodzących się z nizin społecznych.

## Życiorys
Urodził się w rodzinie o korzeniach żydowskich, a jego dziadkowie pochodzili z Częstochowy. Ojciec Alfredo Ripstein był producentem filmowym. Arturo zaczął pracę w kinie jako asystent reżysera Luisa Buñuela przy filmie Anioł zagłady (1962).
Jego samodzielnym debiutem reżyserskim był Czas umierania (1966), do którego scenariusz napisali czołowi pisarze latynoamerykańscy Carlos Fuentes i Gabriel García Márquez, a producentem filmu był ojciec reżysera.
Filmy Ripsteina pięciokrotnie otrzymywały Nagrodę Ariela dla najlepszego meksykańskiego filmu roku. Były to: Twierdza cnoty (1973), Miejsce bez granic (1978), Wieczne więzienie (1979), Królestwo szczęścia (1986), Początek i koniec (1993). Ripstein dwukrotnie zdobył główną nagrodę Złotej Muszli na MFF w San Sebastián – za filmy Początek i koniec (1993) i Zguba mężczyzn (2000).
Uchodził za mistrza ekranizacji prozy iberoamerykańskiej. Ripstein współpracował z Manuelem Puigiem i poetą José Emilio Pacheco, a jego film Nie ma kto pisać do pułkownika (1999) uważany jest za najlepszą ekranizację trudnej do przeniesienia na ekran prozy Gabriela Garcíi Márqueza.
Zasiadał w jury konkursu głównego na 56. MFF w Wenecji (1999).